# ORC 11–28
Die Lokomotiven 11–28 der Ottoman Railway Company (ORC) waren Schlepptenderlokomotiven der Bauart 1B n2, die in mehreren Bauserien von 1869 bis 1888 von Sharp Stewart an die ORC geliefert wurden.
Die ersten sechs Exemplare mit den Nummern 11 bis 16 erhielt die ORC 1869 geliefert. Offensichtlich hatten sie sich nicht nur im Einsatz, sondern auch bei den langfristigen Betriebskosten bei der ORC bewährt, denn zwölf Jahre später lieferte Sharp drei weitere baugleiche Exemplare mit den Nummern 21 bis 23. 1884 folgten sechs Stück mit den Nummern 17 und 24 bis 28, die Lücke in der Nummerierung wurde schließlich 1888 mit den letzten drei Exemplaren mit den Nummern 18 bis 20 geschlossen. Wie damals bei britischen Lokomotiven üblich, erhielten sie ein Innentriebwerk. Die führende Laufachse lag mit ihren Lagern im verwendeten Außenrahmen. Der britische Lokomotivhistoriker A. E. Durrant beschreibt die Bauserie als „mit klassisch britischen Proportionen, die auf der GER perfekt zu Hause ausgesehen hätte.“
Als die ORC 1935 verstaatlicht wurde, kamen noch 6 Lokomotiven als 23.001–006 zur Türkiye Cumhuriyeti Devlet Demiryolları (TCDD), die sie bis 1956 ausmusterte. Die zuletzt in Yedikule bei Istanbul auf der Strecke der ehemaligen Orientbahn eingesetzte 23.004, ehemals ORC 20, hergestellt 1888 unter der Fabriknummer 3501, blieb erhalten und steht heute ohne Schlepptender als Denkmal vor dem Bahnhof Haydarpaşa in Istanbul. Der Tender befindet sich im Eisenbahnmuseum Çamlık.